# Martin (Luisiana)
Martin é uma vila localizada no estado americano de Luisiana, na Paróquia de Red River.

## Demografia
Segundo o censo americano de 2000, a sua população era de 625 habitantes.
Em 2006, foi estimada uma população de 621, um decréscimo de 4 (-0.6%).

## Geografia
De acordo com o United States Census Bureau tem uma área de
30,1 km², dos quais 30,0 km² cobertos por terra e 0,1 km² cobertos por água. Martin localiza-se a aproximadamente 71 m acima do nível do mar.

## Localidades na vizinhança
O diagrama seguinte representa as localidades num raio de 20 km ao redor de Martin.